# Sonklarspitze
Die Sonklarspitze, auch der Sonklarspitz genannt, ist ein 3444 m ü. A. (früher 3463 m ü. A.) hoher Berg im Hauptkamm der Stubaier Alpen. Er liegt genau auf der Staatsgrenze zwischen dem österreichischen Bundesland Tirol und der autonomen italienischen Provinz Südtirol. Der Berg wurde nach dem k.k. Militärgeographen und Vermesser Carl Albrecht Sonklar von Innstädten benannt. Der Gipfel war früher eine breite, firnbedeckte Kuppe, die nach Norden, Richtung Wilder Pfaff, einen ausgeprägten Nordgrat sendet. Der höchste Punkt liegt infolge des klimawandelbedingten Abschmelzen des Gipfelfirns jedoch mittlerweile beim Gipfelkreuz.

## Lage und Umgebung
Der Berg liegt etwa sieben Kilometer Luftlinie nordöstlich vom Timmelsjoch, 14 km westlich von Innerpflersch im Pflerschtal (ital.: Val di Fleres) und 10 km südwestlich von Ranalt im Stubaital. Östlich der Sonklarspitze liegt der Übeltalferner, der bis zu einer Höhe von 3300 m ü. A. hinaufreicht, im Westen liegt der Triebenkarlesferner auf einer Höhe von bis zu 3400 m ü. A. Benachbarte Berge sind im Verlauf des Nordgrats, getrennt durch die auf 3298 m ü. A. Höhe gelegene Sonklarscharte, der 3456 m ü. A. hohe Wilde Pfaff und im Verlauf des firnbedeckten Südgrats das Hohe Eis (3392 m). Gut einen Kilometer Luftlinie entfernt liegt in nordwestlicher Richtung, getrennt durch den Triebenkarlesferner das Zuckerhütl, mit 3505 m ü. A. der höchste Berg der Stubaier Alpen.

## Geologie
Das Gebiet um die Sonklarspitze wurde in einer Schlingentektonik aufgefaltet und besteht in den Gipfelfluren aus nicht besonders erosionsfesten Schiefergneisen, die ein äußerst brüchiges Gestein mit ausgeprägter Steinschlaggefahr bilden. Den Untergrund der Sonklarspitze bilden hingegen sehr harte amphibolithaltige Biotitgneise.

## Stützpunkte und Routen
Der Weg der Erstbesteiger am 5. August 1869 führte Richard Gutberlet und seine Gefährten von der nördlich gelegenen Sulzenaualpe, in der Nähe der heutigen Sulzenauhütte, über den Sulzenauferner hinauf zum Verbindungsgrat Wilder Pfaff-Sonklarspitze (Sonklarscharte) und über den Nordgrat zum Gipfel. Man brauchte etwa sechs Stunden von der Sulzenaualpe aus. Der Normalweg auf die Sonklarspitze führt heute vom Übeltalferner in leichter Kletterei im Schwierigkeitsgrad UIAA II über den Ostgrat zum Gipfel. Der in älterer Literatur als Normalweg angegebene Nordgrat wird aufgrund seiner zunehmenden Brüchigkeit heute nur noch sehr selten begangen. Zusätzlich ist durch das Abschmelzen des Gletschers die Sonklarscharte nicht mehr direkt vom Übeltalferner zu erreichen. Als Stützpunkt dient heute entweder die Müllerhütte (Rifugio Cima Libera) auf 3143 m Höhe, oder das Becherhaus (Rif. Gino Biasi alla Pinta del Bicchiere), 3190 m ü. A. Der Weg über den Gletscher ist eine Hochtour, die entsprechende Ausrüstung und Kenntnisse verlangt. Weitere Touren sind auch als Überschreitung von der südlich gelegenen Siegerlandhütte (2710 m ü. A.) aus möglich.

## Abschmelzen des Firngipfels

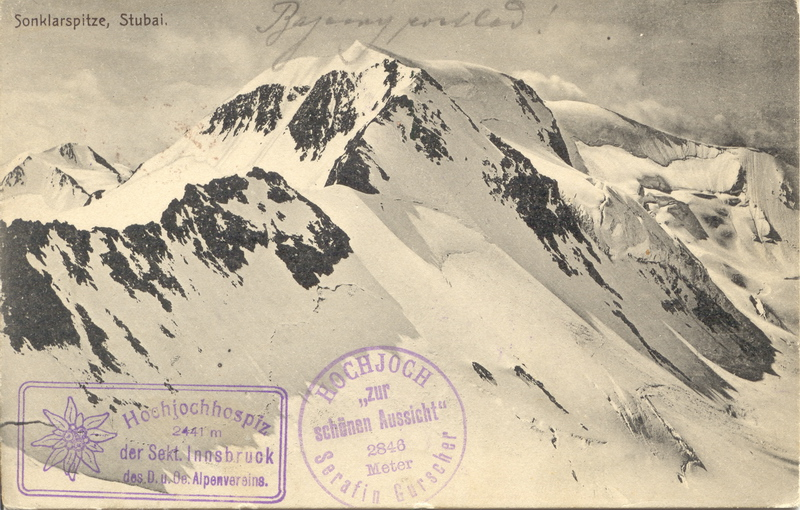
Sonklarspitze von NNW auf einer alten Postkarte (vor 1908), beachte den markanten Firngipfel über dem höchsten Felspunkt
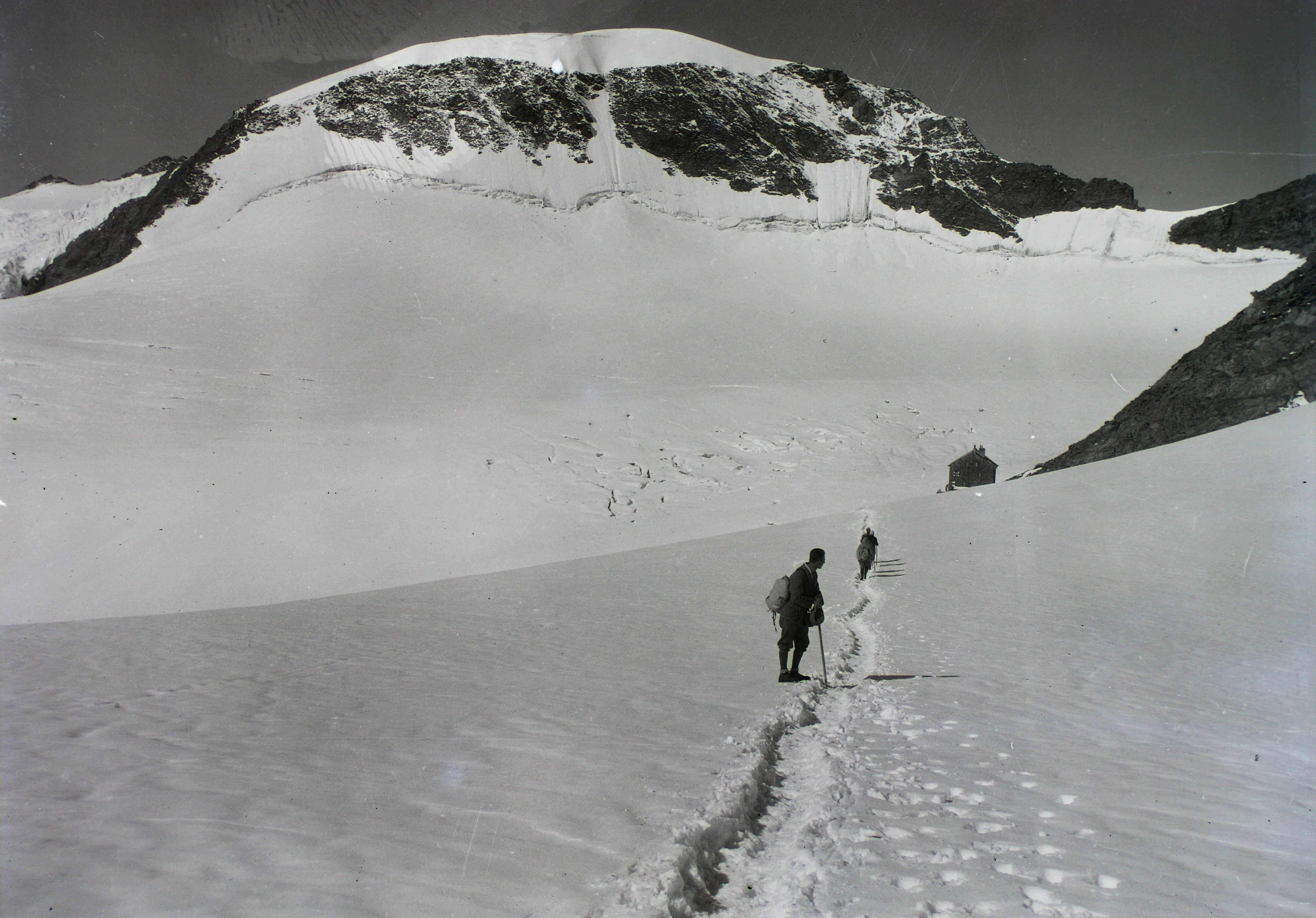
Sonklarspitze 1929 von Nordosten mit Firngipfel
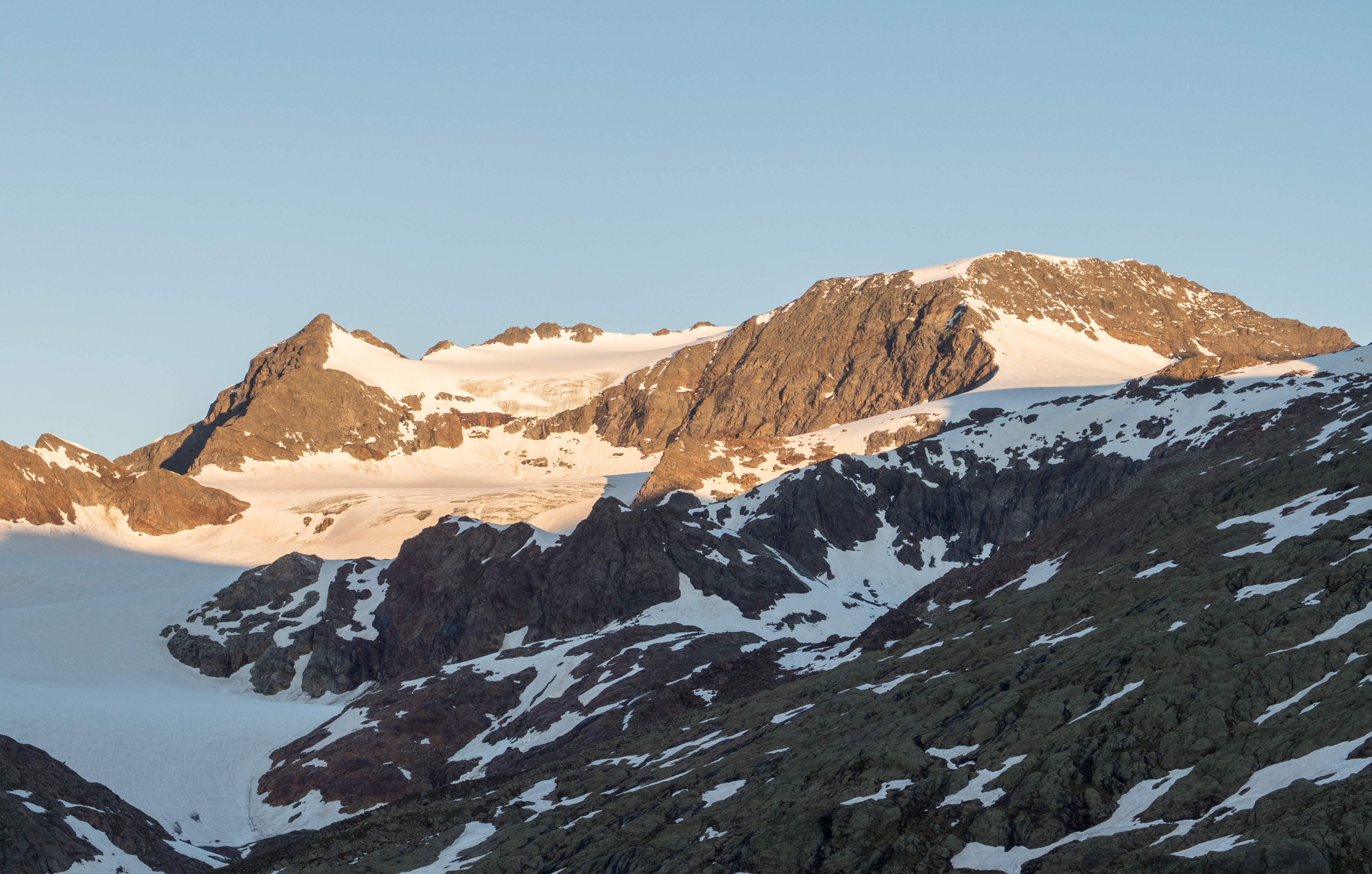
Sonklarspitze (rechts) 2014 von Osten ohne Firngipfel